# Anosia vigelii
Anosia vigelii är en fjärilsart som beskrevs av Franciscus J.M. Heylaerts 1884. Anosia vigelii ingår i släktet Anosia och familjen praktfjärilar. Inga underarter finns listade i Catalogue of Life.